# Акен, Ян ван
Ян ван Акен (нидерл. Jan van Aken; 9 августа 1961, Хервен и Ардт, провинция Гелдерланд, Нидерланды) — нидерландский писатель и журналист.

## Биография
Дебютировал как прозаик в 2000 году, работая в культурном центре Амстердама. Публиковался в фламандских литературных журналах «Optima» и «Nieuw Wereldtijdschrift». Получил положительную критику специалистов и отзывы читателей. Карьеру писателя ван Акен продолжил написав ряд исторических романов.
В настоящее время Ян ван Акен работает преподавателем в школе писателей Schrijversvakschool в Амстердаме.

## Избранные произведения
- Het oog van de basilisk (2000)
- De valse dageraad (2001)
- De dwaas van Palmyra (2003)
- Het fluwelen labyrint (2005)
- Koning voor een dag (2008)
- De afvallige (2013)
- De ommegang (2018)